# Brnjaković
Brnjaković je hrvatska plemićka obitelj iz Bačke.
Obitelj potječe od baruna Grubišića iz Olova.
Obitelj je upisana u plemstvo Bačke županije 1730. godine, a upisan je bio Janko koji je bio potomak Bernarda (Brnjaka) Grubišića.
Time hrvatska obitelj Brnjaković u Bačkoj spada u treću skupinu hrvatskog plemstva u Bačkoj. To su obitelji koje su plemstvo zadobile tijekom 1700-tih.
Barunska obitelj Brnjaković bila je vlasnik kurije Brnjaković u Iloku.